# Lampornis hemileucus
Lampornis hemileucus е вид птица от семейство Колиброви (Trochilidae), единствен представител на род Oreopyra.

## Разпространение
Видът е разпространен в Коста Рика и Панама.